# Alt

Az alt hangterjedelme zongorán szemléltetve, a pont a C_{4}-et jelöli.

Az alt a tenor és a mezzoszoprán között elhelyezkedő hangfekvést jelöli a zenében. Vonatkozhat énekesek illetve hangszerek hangmagasságára egyaránt. Az emberi énekhangok közül az alt szólam tipikusan f-től c"-ig, képzett szólistáknál e"-ig, ritkán e fölé is terjed (világos- vagy magas alt). Számos altista képes az f alatti hangok kiéneklésére akár A-ig (sötét- vagy mély alt). Az itáliai és angolszász zeneirodalomban különbséget tesznek a contralto (kontraalt) hangszín és az alto (alt) kórus-szólam között, a magyar zeneirodalomban viszont nem. Az alt a reneszánszban férfi hangszínnek számított, kasztráltak, vagy falzettisták szólaltatták meg. Erre utal a szó jelentése is: altus = 'magas'.

## Az alt hangszín jellemzése
Homofón négyszólamú vegyeskari művekben az alt a második legmagasabb, talán a legkevésbé feltűnő hangszín, ugyanakkor nélkülözhetetlen szerepe van a harmónia megformálásában. Az alt, mint a mély női hangszín, a gyöngédség, a biztonság, az otthon, az anya, illetve az érett, csábító, akár gonosz nő szimbóluma is lehet (gondoljunk a „búgó hangú díva” sztereotípiájára). Ezért érthető, hogy az opera- és operettirodalomban az anyaszerepek általában alt hangra íródtak.

## Az alt típusai
Hangterjedelem alapján elkülöníthetünk magas, világos, illetve mély, sötét altot. A magas altok másik neve altmezzo; a mély altok hangterjedelme inkább a tenorokéval mérhető össze (pl.: Szabó Eszter).
Hangszín alapján létezik: 
- lírai alt
- drámai alt
- könnyű alt
- súlyos alt
- komikus alt
- egészen jellegzetes hangszínt eredményez, ha férfi énekel alt hangfekvésben. Az ilyen szólam nevei lehetnek: férfialt, kontratenor, váltótenor. Ennek az alt szólamnak a hangterjedelme c-f².

## Alt szerepek az operairodalomban

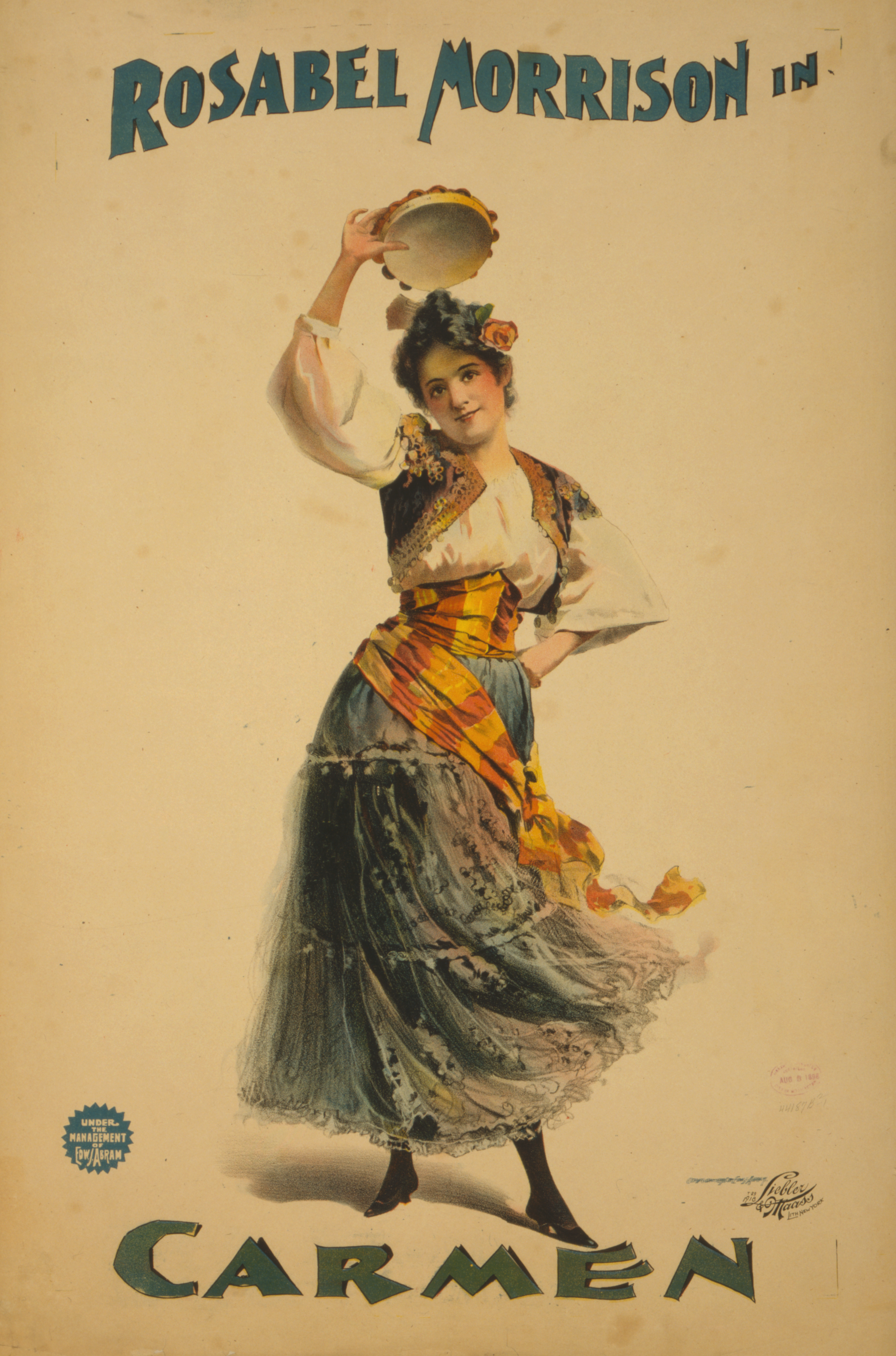
Carmen, a cigánylány szerepe Georges Bizet operájában ritka példa a világos drámai alt (altmezzo) által is elénekelhető női főszerepre.

### Alt a barokk és kora klasszikus operában
Ez a hangfekvés a korai (XVII. - XVIII. századi) operákban viszonylag ritka, a női szerepek szinte kizárólag szoprán, esetleg mezzoszoprán hangfekvésre íródtak. Ha az alt mégis megjelenik, gyakran férfiszerepet jelent. Ilyen férfialt például:
- Orlando (Georg Friedrich Händel: Orlando)
- Medoro (Georg Friedrich Händel: Orlando)
- Orfeusz (Christoph Willibald Gluck: Orfeusz és Euridiké)
- Volpino (Joseph Haydn: A patikus)

Női alt szerepek a korszakból:
- A zene múzsája, világos lírai alt (Claudio Monteverdi: Orfeo)
- Amastris, drámai alt (Georg Friedrich Händel: Xerxes)
- Cornelia, drámai alt (Georg Friedrich Händel: Julius Caesar)
- Lisetta, komikus alt (Joseph Haydn: A holdbéli világ)

### Alt a XIX. és XX. századi operairodalomban
Az alt hangfajú szereplők mind fontosabb szerepet kapnak e kor operáiban. Az alt szólam továbbra is legtöbbször ellenszólam, ő valósítja meg az ellenpontot a szoprán főszereplővel szemben. Példák:
- Maggiorivoglio marchese, komikus alt (Gaetano Donizetti: Az ezred lánya)
- Berta, komikus alt (Gioachino Rossini: A sevillai borbély)
- Hedwig, könnyű alt (Gioachino Rossini: Tell Vilmos)
- Maddalena, lírai alt (Giuseppe Verdi: Rigoletto)
- Erda, drámai alt (Richard Wagner: Siegfried)
- Amelfa, lírai alt (Nyikolaj Andrejevics Rimszkij-Korszakov: Az aranykakas)
- Genevieve, drámai alt (Claude Debussy: Pelléas és Mélisande)
- Lucia, drámai alt (Pietro Mascagni: Parasztbecsület)
- A szomszédasszony, könnyű alt (Kodály Zoltán: Székely fonó)
- Anyós, lírai alt (Szokolay Sándor: Vérnász)

## Alt hangszerek

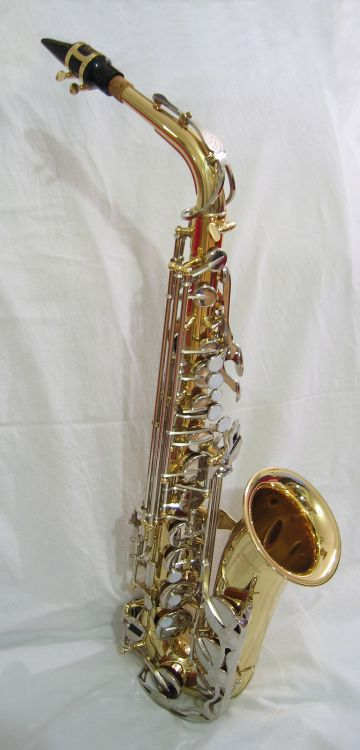
Altszaxofon, a valódi alt hangszerek egyik képviselője.

Ide sorolhatjuk a hangszercsaládok valóban alt hangmagasságban szóló tagjait, például az altszaxofont, a brácsát, az angolkürtöt, basszetkürtöt és altklarinétot, basszusfuvolát, altkürtöt, az F-trombitát, altharsonát stb. E hangszerek hangterjedelme felfelé és lefelé egyaránt meghaladja az emberi alt hangterjedelmet, de a legjellemzőbb hangfekvésük megegyezik az alt énekhanggal.
Léteznek olyan alt- előtaggal ellátott hangszerek is, melyek valójában nem alt hangfekvésűek. Ezek nevüket onnan kapták, hogy az alaphangszertől fél oktávval (tiszta kvinttel, vagy tiszta kvarttal) mélyebben szólnak. Ilyen például az altfurulya (magas koloratúrszoprán fekvésben szól), az altfuvola (szoprán fekvésben szól), az alt-chalumeau (szoprán fekvésben szól).
Ezeket a hangszereket szoprán hangfekvésű társaik éppúgy könnyűszerrel elnyomhatják, mint ahogy egy kórusban a szoprán mindig feltűnőbb, mint az alt. Ezt az alt hangszerekre írt szóló darabok, versenyművek mindig figyelembe veszik, és halkan, vagy egyáltalán nem szólaltatják meg egyszerre a zenekart a koncertáló alt hangszerrel (pl.: Georg Philipp Telemann: G-dúr brácsaverseny), vagy ritkább esetben kihagyják a zenekarból a szoprán hangszereket (pl.: Johann Sebastian Bach: 6. Brandenburgi verseny).

### Alt énekesek a külföldi könnyűzenében
- Adele[2]
- Amy Macdonald[3]
- Emilie Autumn
- Sara Bareilles[4]
- Linn Berggren
- Toni Braxton[5]
- Karen Carpenter[6]
- Cher[7]
- Marlene Dietrich[8]
- Fajrúz[9]
- Fergie[10]
- Lady Gaga[11]
- Lana Del Rey
- Judy Garland[12]
- Lisa Gerrard[13]
- Alicia Keys[14]
- Chaka Khan[15]
- Diana Krall[16]
- Amanda Lear[17]
- Annie Lennox[18]
- Liz Mitchell[19]
- Katy Perry[20]
- Pink[21]
- Sade[21]
- Shakira
- Bonnie Tyler[22]
- Amy Winehouse[23]
- Cristina Scabbia
- Grace Slick
- Ellie Goulding
- Sabrina Carpenter

### Alt énekesek a magyar könnyűzenében
- Dér Heni
- Lakatos Yvette
- Baby Gabi
- Oláh Ibolya[24]
- Gábor Bernadett
- Szabó Eszter
- Pfum Orsi[25][26]
- Bencsik Tamara[27]
- Csézy
- Keresztes Ildikó[28]
- Koncz Zsuzsa[29]
- Kovács Kati[30]
- Malek Andrea[31]
- Völgyesi Gabi
- Nagy Adri
- Mohamed Fatima
- Nótár Mary